# Juan Pedro Valentín
Juan Pedro Valentín (Madrid, 7 de novembre de 1964) és un periodista espanyol.

## Biografia
Llicenciat en Periodisme per la Universitat Complutense de Madrid, els seus inicis professionals es van desenvolupar a la revista agrària Aral. Posteriorment va passar a la Cadena SER i el diari El País i d'aquí va fer el salt a televisió.
Va començar a treballar a Telemadrid el 1992 i va estar al capdavant de Telenotícies, l'informatiu de la cadena autonòmica fins a 1997. Al març d'aquest any va ser contractat per Telecinco per presentar l'última de les edicions d'Informatius Telecinco en substitució de José Ribagorda. Un any després era nomenat subdirector dels Serveis Informatius, càrrec que exerceix fins a setembre de 1999 en què és designat per substituir Luis Fernández com a director dels mateixos.
El periodista va abandonar llavors la presentació de l'informatiu. Durant aquesta etapa la seva tasca al capdavant dels informatius va ser especialment intensa pel que fa a la cobertura de la catàstrofe del vaixell Prestige i la Invasió de l'Iraq, on va perdre la vida el càmera de la cadena José Couso a l'abril de 2003.
Destacada va ser també l'entrevista que va realitzar al llavors president en funcions José María Aznar el dia 22 de març de 2004, la primera que va concedir després de la derrota electoral del 14-M i que va congregar 5.719.000 espectadors (el 31'5% de share).
Posteriorment, després de la marxa d'Àngels Barceló tornaria a presentar l'informatiu de les 20:30 durant l'últim trimestre de 2005. El gener de 2006, i amb l'esperança de millorar els resultats d'audiència, Telecinco decideix prescindir dels seus serveis i contractar Pedro Piqueras.
Des de la seva sortida de Telecinco, Valentín col·labora habitualment en diferents mitjans: a la televisió, els programes Els Matins de Quatre (2006-), Espejo Público (2006-2007) d'Antena 3 i Madrid opina (2007) de Telemadrid. En ràdio ha estat contertulià de 24 hores a Ràdio Nacional d'Espanya fins a 2007, any en què és fitxat per Onda Cero per a l'espai Herrera en l'ona; i en premsa escrita col·labora en el diari As.
Va ser nomenat director general del diari Público des del llançament del diari el 2007 fins a setembre de 2008, en què comença una nova etapa, aquesta vegada a la televisió pública, com a director del Canal 24 hores de TVE. A l'octubre de 2009 inicia una nova etapa professional com a Cap dels Serveis Informatius de Cuatro i CNN.
Després de la compra de Cuatro per part de Gestevisión Telecinco, i l'entrada d'aquesta en l'accionariat de Sogecable al desembre de 2009, al llarg de 2010 Juan Pedro Valentín serà l'encarregat de fusionar els mitjans materials i humans d'Informatius Telecinco, Noticias Cuatro i CNN +, com a director, almenys durant un temps, dels nous Serveis Informatius Unificats de Gestevisión Telecinco.
Juan Pedro Valentín va ser també l'encarregat de dur a terme l'expedient de regulació d'ocupació (ERO) i el tancament de CNN +.
Ha estat guardonat amb el Premi Salvador de Madariaga 2004.
Actualment col·labora a Herrera a COPE.